# Костино (Калінінградська область)
Костино (рос. Костино) — селище Гусєвського району, Калінінградської області Росії. Входить до складу Маяковського сільського поселення.
Населення —  5 осіб (2015 рік). 

## Населення
| 2002 | 2010 |
| ---- | ---- |
| 8    | ↘5   |